# Schmidt-hegyisáska
A Schmidt-hegyisáska (Odontopodisma schmidtii) a sáskafélék családjába tartozó, Európában honos sáskafaj.

## Megjelenése
A Schmidt-hegyisáska testhossza a hím esetében 13-18 mm, a nőstény 16-25 mm. Közepes termetű sáska. Színe zöld, ritkán sárgászöld. A barna szemektől széles fekete csík húzódik hátra a torpajzson keresztül a nőstényeknél a csökevényes szárny végéig, míg a hímeknél foltokra szakadozva, elhalványodva egészen a potroh utolsó szelvényeiig is érhet. Térde és potrohvége fekete, sötétrózsaszín-borvörös folttal. A hátsó lábszár kékes vagy zöldes színű. A csápok töve kissé türkizkékes. A nőstény szubgenitális lemezén két oldalt egy-egy kis fekete folt látható (ez megkülönbözteti a déli hegyisáskától). A nőstény vöröses színű tojókampói viszonylag karcsúak és hosszúak. A szárnyak apró rózsaszínes-borvöröses pikkelyekké redukálódtak. 
Nem ciripel és nem ismert más hangadási módja sem. 

### Hasonló fajok
A közeli rokon erdélyi hegyisáska és a déli hegyisáska nagyon hasonlít hozzá (utóbbival élettere is átfed), legbiztosabban a hím ivarszervei alapján lehet őket elkülöníteni. 

## Elterjedése
Európában honos; Északkelet-Olaszországban, Dél-Ausztriában, a Nyugat-Balkánon és a Kárpát-medence nyugati felében található meg kb. 1000 méteres magasságig. Magyarországon ritka, a Dunántúlon fordul elő. Többek között az Őrségben, a Dráva-mentén, a Mecsekben, a Szt. György-hegyen és Szekszárdnál ismertek állományai. Lokálisan akár gyakori is lehet.

## Életmódja
Nedves bozótosok, cserjések, erdőszélek, tisztások, szedresek lakója. Többnyire a bokrokon tartózkodik és azok leveleivel táplálkozik, csak ritkán található a gyepszinten.    
Kifejlett egyedeivel júniustól októberig találkozhatunk. 
Magyarországon nem védett.